# François Guin
François „Frick“ Guin (* 18. Mai 1938 in Contres, Département Loir-et-Cher) ist ein französischer Jazz-Posaunist, Flötist und Komponist.

## Wirken
1968 gründete er „Francois Guin et les Swingers“, mit denen er jeden Abend im Club St.Germain in Paris auftrat. Er spielte unter anderem mit Cat Anderson und der Duke-Ellington-Big-Band (als einziger Franzose, im Oktober 1969 auf dem Paris Jazz Festival). Beim Montreux Jazz Festival 1970 trat er mit seinen Les Swingers auf, zu denen damals unter anderem Gérard Badini und Ricardo Galeazzi gehörten, ab 1973 dann François Biensan (tp), Marc Richard (cl/as), Jean Colombo (p), Patrice Caratini (cb) und Franco Manzecchi (dr).
In den späteren 1970er und den 1980er Jahren leitete Guin die Gruppe „Francois Guin et les Four Bones“ (gleichnamiges Album 1977 bei Black and Blue sowie „Blues – Mouth Harpe with Four Bones and Swingers“ und „Haneda“ sowie mehrere Platten unter eigenem Namen in den 1970ern beim Riviera Label, unter anderem mit Paul Gonsalves) mit den Posaunisten („Bones“) Benny Vasseur, Christophe Vilain, Guy Arbion sowie Rhythmusgruppe und Philippe Duchemin am Klavier. Sie tourten in Europa und auch in Afrika bis zum Kongo (1972/3). Sie spielten ein Repertoire quer durch die Jazzgeschichte mit dem Schwerpunkt bei seinem Vorbild Duke Ellington (aber auch mit Kompositionen von Charles Mingus). Daneben spielte er in den 1980ern auch in der Big Band von Claude Bolling. Seitdem hatte er weitere eigene Gruppen und organisierte eine eigene Big Band.
1970 erhielt er den Prix Django Reinhardt und gewann im selben Jahr den Poll des Magazins Jazz Hot als bester französischer Posaunist.